# Roque Ceruti
Roque Ceruti (Bolonia, c. 1683 o 1686 – Lima, 1760) fue un compositor italiano que trabajó en Perú. Llegó a Lima en 1714, como director de la orquesta privada del Virrey de Perú, Carmine Niccolo Caracciolo. El carácter y estilo italiano de su música llegó a tener una influencia importante en la música hispanoamericana del siglo XVIII.
Sirvió como maestro de capilla de la catedral de Trujillo entre 1721 y 1728, y luego como maestro de la Catedral de Lima hasta su muerte. Una cierta cantidad de sus obras se conservan en el Archivo Arzobispal de Lima,  también en la colección que una vez perteneció a la Catedral de La Plata (hoy Sucre, Bolivia) y que ahora está depositada en el Archivo y Biblioteca Nacionales de Bolivia y en el Seminario de San Antonio Abad en Cusco.

## Grabaciones
- 1998 Roque Ceruti: Vêpres solennelles de Santo Jean Baptiste Ensemble Elyma K617 089
- 2011 Roque Ceruti: "En la rama frondosa", transcripción Susana Sarfson, dirección   Rodrigo Madrid Gómez, Capella Saetabis CD "Barroco boliviano", PSCU 540, Valencia (España).